# Adjectiv posesiv
Adjectivul posesiv este un adjectiv pronominal care determină un substantiv, referindu-se în același timp la posesorul lucrului, ființei sau noțiunii (numite cu un cuvânt obiect posedat) exprimate de acel substantiv. În multe limbi, cum este și româna, adjectivul posesiv exprimă persoana gramaticală a posesorului (întâi, a doua sau a treia), faptul dacă există un singur posesor sau mai mulți, precum și numărul și genul obiectului posedat. În clasa pronumelor are drept corespondent pronumele posesiv.

## În limba română
Formele adjectivului posesiv sunt:
| Numărul și persoana posesorului | Numărul și persoana posesorului | Un obiect posedat | Un obiect posedat | Mai multe obiecte posedate | Mai multe obiecte posedate |
| Numărul și persoana posesorului | Numărul și persoana posesorului | Masculin/Neutru   | Feminin           | Masculin                   | Feminin/Neutru             |
| ------------------------------- | ------------------------------- | ----------------- | ----------------- | -------------------------- | -------------------------- |
| Singular                        | I.                              | meu               | mea               | mei                        | mele                       |
| Singular                        | II.                             | tău               | ta                | tăi                        | tale                       |
| Singular                        | III.                            | său               | sa                | săi                        | sale                       |
| Plural                          | I.                              | nostru            | noastră           | noștri                     | noastre                    |
| Plural                          | II.                             | vostru            | voastră           | voștri                     | voastre                    |
| Plural                          | III.                            | lor               | lor               | lor                        | lor                        |

Adjectivul posesiv se folosește fără articolul posesiv al, a, ai, ale dacă substantivul este articulat cu articolul hotărât (rochia mea), și cu articolul posesiv atunci când substantivul are articol nehotărât: o rochie a mea.
La persoana a treia, pentru un singur posesor, adjectivul posesiv are ca sinonim forma de genitiv a pronumelui personal, dar acesta nu exprimă numărul și genul obiectului posedat, în schimb exprimă genul posesorului: pantoful său = pantoful lui/ei, pantofii săi = pantofii lui/ei, perna sa = perna lui/ei, pernele sale = pernele lui/ei.

## În alte limbi

### Forma adjectivului posesiv diferită de cea a pronumelui posesiv
În română, adjectivul posesiv diferă de pronumele posesiv doar prin faptul că acesta din urmă are totdeauna în componența sa articolul posesiv. În unele limbi, forma celor două părți de vorbire este diferită la unele persoane, de exemplu în franceză:
| Numărul și persoana posesorului | Numărul și persoana posesorului | Un obiect posedat      | Un obiect posedat      | Mai multe obiecte posedate | Mai multe obiecte posedate |
| Numărul și persoana posesorului | Numărul și persoana posesorului | Masculin               | Feminin                | Masculin                   | Feminin                    |
| ------------------------------- | ------------------------------- | ---------------------- | ---------------------- | -------------------------- | -------------------------- |
| Singular                        | I.                              | mon (pron. le mien)    | ma (pron. la mienne)   | mes (pron. les miens)      | mes (pron. les miennes)    |
| Singular                        | II.                             | ton (pron. le tien)    | ta (pron. la tienne)   | tes (pron. les tiens)      | tes (pron. les tiennes)    |
| Singular                        | III.                            | son (pron. le sien)    | sa (pron. la sienne)   | ses (pron. les siens)      | ses (pron. les siennes)    |
| Plural                          | I.                              | notre (pron. le nôtre) | notre (pron. la nôtre) | nos (pron. les nôtres)     | nos (pron. les nôtres)     |
| Plural                          | II.                             | votre (pron. le vôtre) | votre (pron. la vôtre) | vos (pron. les vôtres)     | vos (pron. les vôtres)     |
| Plural                          | III.                            | leur (pron. le leur)   | leur (pron. la leur)   | leurs (pron. les leurs)    | leurs (pron. les leurs)    |

### Forma adjectivului posesiv identică cu cea a pronumelui posesiv
În unele limbi, forma adjectivului nu diferă de cea a pronumelui. Este cazul limbilor slave, de exemplu limba sârbă:
| Numărul, persoana și genul posesorului | Numărul, persoana și genul posesorului | Numărul, persoana și genul posesorului | Un obiect posedat | Un obiect posedat | Un obiect posedat | Mai multe obiecte posedate | Mai multe obiecte posedate | Mai multe obiecte posedate |
| Numărul, persoana și genul posesorului | Numărul, persoana și genul posesorului | Numărul, persoana și genul posesorului | Masculin          | Feminin           | Neutru            | Masculin                   | Feminin                    | Neutru                     |
| -------------------------------------- | -------------------------------------- | -------------------------------------- | ----------------- | ----------------- | ----------------- | -------------------------- | -------------------------- | -------------------------- |
| Singular                               | I.                                     | I.                                     | moj               | moja              | moje              | moji                       | moje                       | moja                       |
| Singular                               | II.                                    | II.                                    | tvoj              | tvoja             | tvoje             | tvoji                      | tvoje                      | tvoja                      |
| Singular                               | III.                                   | masculin                               | njegov            | njegova           | njegovo           | njegovi                    | njegove                    | njegova                    |
| Singular                               | III.                                   | feminin                                | nje(zi)n          | nje(zi)na         | nje(zi)no         | nje(zi)ni                  | nje(zi)ne                  | nje(zi)na                  |
| Plural                                 | I.                                     | I.                                     | naš               | naša              | naše              | naši                       | naše                       | naša                       |
| Plural                                 | II.                                    | II.                                    | vaš               | vaša              | vaše              | vaši                       | vaše                       | vaša                       |
| Plural                                 | III.                                   | III.                                   | njihov            | njihova           | njihovo           | njihovi                    | njihove                    | njihova                    |

În limbile slave, aceste pronume-adjective posesive se folosesc atunci când posesorul nu este subiectul propoziției. Când posesorul este subiectul propoziției, se folosește svoj, svoja, svoje, svoji, svoje, svoja, indiferent de persoana posesorului. Exemplu: Ja jedem svoj hleb, a ti jedeš svoj „Eu îmi mănânc pâinea mea, iar tu ți-o mănânci pe a ta”. Pronumele-adjective posesive se declină ca adjectivele nepronominale cu formă scurtă.

## Limbi fără adjectiv posesiv
O asemenea limbă este limba maghiară, deși are pronume posesiv. Funcția adjectivelor posesive este îndeplinită de sufixe specifice care se adaugă la obiectul posedat.